# Gliese 317
Gliese 317 is een rode dwerg met een spectraalklasse van M3.5V. De ster schijnt met een magnitude van +11,98 en bevindt zich 49,5 lichtjaar van de zon in het sterrenbeeld Kompas.

## Planetenstelsel
In 2007 werd een Jupiter-achtige planeet gevonden rond Gliese 317; de omlooptijd van de planeet bedraagt 692 dagen op een afstand van ongeveer 1,148 AU.
De tweede planeet werd pas later gevonden; deze veronderstelde ijsreus heeft een lange omlooptijd van ca. 7100 dagen op 5,5 AU van de ster.
Beide planeten staan buiten de bewoonbare zone en zijn te koud voor leven.